# Dashu
För andra betydelser, se Dashu (olika betydelser).
Dàshǔ (pīnyīn), Taisho (rōmaji) eller Daeseo (romaja) (kinesiska och japanska: 大暑; koreanska: 대서; vietnamesiska: Đại thử; bokstavligen ”stora värmen”) är den tolfte solarperioden i den traditionella östasiatiska lunisolarkalendern (kinesiska kalendern), som delar ett år i 24 solarperioder (節氣). Dashu börjar när solen når den ekliptiska longituden 120°, och varar till den når longituden 135°. Termen hänvisar dock oftare till speciellt den dagen då solen ligger på exakt 120° graders ekliptisk longitud. I den gregorianska kalendern börjar dashu vanligen omkring den 22 juli (ofta 23 juli ostasiatisk tid) och varar till omkring den 7 augusti.